# Клермон-Тоннер, Эме де
Клермон-Тоннер, Эме де, герцог Клермон-Тоннер (фр. Aimé Marie Gaspard de Clermont-Tonnerre) — французский генерал и государственный деятель. Сын Гаспара-Полена, виконта де Клермон-Тоннер и Анны-Мари-Луизы Бернар де Буленвилье, а также внук маркиза де Буленвилье. В дни французской революции жил со своим дедом

## Жизнь
В 1799 он поступил в Политехническую школу, затем в школу Меца и получил высшее образование в области артиллерии. В 1802 году назначен адъюнкт-профессором фортификации в школе Меца. В 1803 году он стал руководителем исследований в Политехнической школе. В 1805 году он был адъютантом генерала Матье Дюма. В 1806 году он служил под началом Массены в Италии. 25 июля 1806 года он стал капитаном легкой артиллерии Неаполитанской гвардии и, став командиром эскадрильи, последовал за Жозефом Бонапартом в Испанию в качестве адъютанта. Полковник 8 июня 1808 года, он совершал походы в Испанию до 1814 года.
6 июля 1814 года, во время первой реставрации, он поступил на службу к королю Людовику XVIII лейтенантом серых мушкетеров, затем полковником конных гренадеров Королевской гвардии.
31 июля 1815 года он был произведен в Великие офицеры ордена Почетного легиона.
8 сентября 1815 года, во время Второй Реставрации, назначен командиром 1-й бригады 1-й гвардейской кавалерийской дивизии. В январе 1822 года произведен в генерал-лейтенанты.
17 августа 1815 года он стал пэром Франции. Голосовал за смерть маршала Нея.
В декабре 1821 года стал министром военно-морского флота и колоний. Отправил Гиацинта де Бугенвиля в кругосветную экспедицию
В 1824 году стал военным министром. Улучшил организацию и управление армии, а также организовал Алжирскую экспедицию
В 1830 году, принял командование военной дивизии Руана, во время Парижских демонстраций. В итоге революция удалась, а Клермон-Тоннер отказался присягать новому режиму и ушел в отставку.
Во времена Второй империи был избран мэром Глизоля. В 1852 году он лоббировал первую железнодорожную линию между Парижем и Шербуром, которая должна пройти через департамент Эр.
Умер в своем поместье в Глизоле.